# Миколай Кміцикевич
Миколай Теодорович Кміцикевич — питомець Перемиської духовної семінарії, син довголітнього греко-католицького пароха сіл Береска і Ветлин.     
Разом з братами Львом, Теофілом і Юліаном він належав до «Товариства вчених» — гуртка перемиської українсько-польської гімназійної та богословської молоді початку 1830-их років. Кміцикевич був одним із найенергійніших його членів, збирав книги й цікавився письменством. Ба більше, в листі до Казимира Юзефа Туровського від 10 грудня 1832 Миколай стверджував, що неабияк захопивсь ідеєю, навіяною сном, звільнити галицьких русинів і надати їм самостійність, а заразом відродити польську державність. Йому приписували авторство статті «O wprowadzeniu abecadła polskiego do piśmiennictwa ruskiego», згодом воно було спростоване.   
В 1834 році гурток став предметом зацікавлення поліції, яка під час нагінок за польськими конспіраторами перехопила його кореспонденцію. Втім, директор львівської поліції Л. фон Захер-Мазох повважав діяльність організації за «невинну забаву». Про пізнішу долю М. Кміцикевича відомо лишень те, що в серпні 1834 р. президія Галицького губернаторства зажадала від митрополита Михайла Левицького не допустити його висвячення з огляду на неприхильність до австрійського уряду як члена таємного товариства, що ширив образливий вірш супроти намісника Фердинанда фон Есте й наважився виступити проти перемиського старости й цісарського війська.  